# 최호선
최호선(1990년 2월 28일 ~ )은 대한민국의 전직 스타크래프트, 스타크래프트 II 프로게이머이다. sSak라는 아이디를 사용하며, 종족은 테란이다. SK텔레콤 T1 소속으로 활약하였다.
프로게이머 은퇴후 아프리카TV에서 호선킹이라는 닉네임으로 스타크래프트 개인 방송을 하고 있다.

## 선수 이력

### 프로게이머 시절
2008년 상반기 드래프트에서 SK텔레콤 T1의 3차 지명으로 입단하였다. OGN 엔투스와의 신한은행 위너스리그 10-11 포스트시즌에서 신상문을 잡아냈거 화승 OZ 전에서는 2킬의 활약을 펼쳤다. 또한 피디팝 MSL 2010 32강에서 역대 최강의 테란으로 손꼽히던 이영호를 이변의 희생자로 만들면서 이영호에게 스타리그에 이어 MSL까지 양대리그 동반탈락이라는 굴욕을 안긴 장본인이 되었다. 그러나 프로리그 12연패를 기록했으며 출전을 해도 답답한 운영을 고집하다 패배하는 경우가 많아 아직 실력을 더 끌어올려야 하는 과제를 안았다. "거북이테란"이라는 별명을 지니고 있는데 이는 느릿느릿한 운영으로 역전패를 많이 당해서 붙여졌다. SK플래닛 스타크래프트 II 프로리그 12-13 12월 로스터에서 제외되었다가 1월에 로스터에 재등록되었다. 그러나 패전만 하다가 2월엔 신예 김지성과 바뀌며 다시 2군으로 내려갔으며 결국 프로게이머를 은퇴하였다.

### 프로게이머 은퇴 후
아프리카TV에서 호선킹이라는 닉네임으로 스타크래프트 개인 방송을 시작했다.
아이템베이 8차 소닉 스타리그에서는 3위를 차지하였다. 하늘선수대체로 32강에 참가하며 염보성과 노재상을 꺽고 16강에 진출한다. 16강에서도 다수테란조에 들어가며 그의 장점인 테테전을 바탕으로 구성훈과 몽군(윤찬희)를 꺽으며 8강에 진출하여 같은팀 소속 연습생이였던 임홍규를 상대한다. 바이오닉체재가 그의 장기인 메카닉보다 매우 약하다는 평가를 벗어내고 3-1로 임홍규를 압도하며 4강에 진출, 디펜딩 챔피언 박준오과 맞붙는다. 4강에서 준비된빌드에 완벽하게 대응한 박준오의 페이스에말려 0-3으로 완패, 조일장과 3-4위전을 치르게된다. 3-4위전에서 조일장을 누르고 3위를 차지하였다.

### 스베누 스타리그우승
최호선은 16강에서 2승1패(조일장, 손경훈에게 승 장윤철에게 패)로 8강으로 진출하였고, 8강에서 변현제를 상대로 2대1승리, 4강에서 구성훈을 상대로 3대0 승리하여 결승에 진출하였다.
2015년 2월 15일 잠실 학생체육관에서 펼쳐진 결승에서 김성현을 상대로 접전끝에 3대2로 승리, 우승 트로피와 함께 상금 2000만원의 주인공이 되었다.

## 수상 경력

### 스타크래프트
- 2007년 11월 제34회 커리지매치 입상
- 2009년 6월 프로리그 2009 3차 2군 평가전 다승왕 (공동)
- 2010년 7월 대한항공 스타리그 Season 2 36강
- 2011년 1월 피디팝 MSL 2010 16강
- 2013년 6월 아이템베이 8차 소닉 스타리그 3위
- 2014년 2월 픽스 9차 소닉 스타리그 16강
- 2015년 2월 스베누 10차 소닉 스타리그 우승
- 2015년 7월 스베누 11차 소닉 스타리그 시즌2 16강
- 2015년 12월 VANT 36.5 대국민 스타리그 16강
- 2016년 7월 아프리카TV 스타리그 8강
- 2017년 5월 아프리카TV 스타리그 시즌3 8강
- 2017년 9월 아프리카TV 스타리그 시즌4 16강

### 스타크래프트 II
- 2012년 9월 핫식스 2012 글로벌 스타크래프트 II 리그 시즌 4 Code A 48강